# 達內爾冰原島峰
80°27′S 155°54′E / 80.450°S 155.900°E
達內爾冰原島峰（英語：Darnell Nunatak）是南極洲的冰原島峰，位於奧次地，處於拉米奇山西北面7公里，屬於不列顛嶺的一部分，海拔高度1,405米，現時由南極條約體系管理。